# فیلیچودی
فیلیچودی (به ایتالیایی: Isola Filicudi) یک منطقهٔ مسکونی در ایتالیا است که در لیپاری واقع شده‌است. فیلیچودی ۲۳۵ نفر جمعیت دارد و ۷۷۴ متر بالاتر از سطح دریا واقع شده‌است.